# Denny Vrandečić
Zdenko Denny Vrandečić (Stuttgart, Alemania; 27 de febrero de 1978) es un científico de la computación croata, conocido por codesarrollar la extensión Semantic MediaWiki y por ser el fundador del proyecto de conocimiento libre Wikidata. Desde 2020 se desempeña como Director de Proyectos Especiales en la Fundación Wikimedia, donde lidera el desarrollo de Abstract Wikipedia y su plataforma asociada Wikifunctions. Anteriormente trabajó como ontólogo en Google, contribuyendo al desarrollo del Knowledge Graph de la compañía (el grafo de conocimiento usado en su buscador). Ha participado activamente en la comunidad Wikimedia, siendo cofundador de la Wikipedia en croata y miembro electo del Consejo Directivo de la Fundación Wikimedia entre 2015 y 2017.

## Biografía

### Primeros años
Denny Vrandečić nació el 27 de febrero de 1978 en Stuttgart, entonces Alemania Occidental. Sus padres son originarios de Pučišća, en la isla croata de Bračen, por lo que posee la nacionalidad croata (además de la ciudadanía estadounidense).

### Educación
Cursó la educación secundaria en el Geschwister-Scholl Gymnasium de Stuttgart. A partir de 1997 estudió informática y filosofía en la Universidad de Stuttgarten. Obtuvo el grado de doctor (PhD) en Alemania en 2010 en el Karlsruhe Institute of Technology (KIT), con una tesis sobre evaluación de ontologías bajo la supervisión del profesor Rudi Studeren. Durante ese período realizó una estancia de investigación en el Instituto de Ciencias de la Información de la Universidad del Sur de California (USC ISI) en 2010.

### Carrera profesional
En sus primeros años como investigador, Vrandečić se enfocó en el campo de la Web semántica y los sistemas colaborativos en línea. Entre 2004 y 2012 trabajó como investigador asociado en el grupo de Gestión del Conocimiento del KIT, donde comenzó a desarrollar herramientas semánticas para wikis. Junto con Markus Krötzsch codesarrollo Semantic MediaWiki, una extensión semántica de MediaWiki que permite estructurar información en los wikis y que serviría de inspiración para Wikidata. Además de sus actividades técnicas, fue uno de los fundadores y primeros administradores de la Wikipedia en idioma croata (proyecto iniciado en 2003). En 2008, presidió el programa científico de la conferencia Wikimanía, reflejando su participación activa en la comunidad Wikimedia internacional.
En 2012 pasó a liderar un nuevo proyecto de Wikimedia Alemania: Vrandečić fue nombrado coordinador de proyecto para Wikidata, la iniciativa para crear una base de datos de conocimiento colaborativa vinculada a Wikipedia. Durante 2012 y 2013 dirigió el desarrollo de Wikidata en Berlín. Su trabajo en Wikidata, junto con su experiencia previa en wikis semánticos, consolidó su reputación en el ámbito de la gestión del conocimiento en la Web.
En 2013, Vrandečić fue contratado por Google como ontólogo (especialista en ontologías y datos vinculados) para formar parte del equipo del Google Knowledge Graph. En este puesto, contribuyó a la expansión de la base de conocimiento que utiliza el buscador de Google para ofrecer información semántica en los resultados de búsqueda.
En septiembre de 2019 asumió un rol innovador dentro de la compañía, el de Wikipedista en residencia en Google, dedicado a difundir y explicar los proyectos Wikimedia a los empleados de la empresa. Permaneció en Google hasta 2020, año en que decidió regresar al ámbito de Wikimedia.
A mediados de 2020, Vrandečić se incorporó nuevamente a la Fundación Wikimedia como Jefe de Proyectos Especiales del departamento de contenido estructurado. Desde entonces encabeza el desarrollo de Abstract Wikipedia, un proyecto cuyo objetivo es permitir la generación de artículos enciclopédicos de manera multilingüe a partir de datos estructurados de Wikidata. Vinculado a este esfuerzo, también lidera la creación de Wikifunctions, una plataforma para catalogar y ejecutar funciones de código abierto que apoyará la construcción de la Wikipedia abstracta. Estas iniciativas buscan reducir las brechas entre las distintas ediciones idiomáticas de Wikipedia, facilitando el acceso al conocimiento en lenguas con menos artículos disponibles. Vrandečić continúa ocupando este cargo en la Fundación Wikimedia, impulsando la innovación en la interfaz entre la inteligencia artificial, los datos abiertos y la colaboración comunitaria en línea.

## Publicaciones (selección)
- 2007:     “Semantic Wikipedia”, Journal of Web Semantics, 5(4): 251–261.
- 2008:     “The Two Cultures: Mashing up Web 2.0 and the Semantic Web”, Journal of Web Semantics, 6(1): 70–75.
- 2013:     “The Rise of Wikidata”, IEEE Intelligent Systems, 28(4): 90–95.
- 2014:     “Wikidata: A Free Collaborative Knowledgebase”, Communications of the ACM, 57(10): 78–85.
- 2018:     “Capturing Meaning: Toward an Abstract Wikipedia”, en Proceedings of ISWC 2018 (CEUR Workshop).
- 2021:     “Building a Multilingual Wikipedia”, Communications of the ACM, 64(4): 38–41.[16]

## Premios y reconocimientos
- Blue Sky Award 2018: Fue galardonado con el premio a la mejor propuesta visionaria (Best Paper – Blue Sky Ideas Track) en la International Semantic Web Conference 2018, por su artículo “Capturing Meaning: Toward an Abstract Wikipedia”.[17]
- Knowledge Graph Conference 2023: Recibió el Lifetime Achievement Award de la Knowledge Graph Conference, un premio que reconoce su trayectoria y contribuciones pioneras en el campo de los grafos de conocimiento y la Web semántica. [18]

## Afiliaciones profesionales y proyectos notables
- Wikidata: Cofundador de Wikidata, proyecto lanzado en 2012 como parte de Wikimedia Alemania.
- Semantic MediaWiki: Cofundador y desarrollador de Semantic MediaWiki, una extensión de MediaWiki para habilitar wikis semánticos (proyecto iniciado en 2005).
- Fundación Wikimedia: Miembro del Consejo Directivo (Wikimedia Board of Trustees) de la Fundación Wikimedia entre 2015 y 2017. A partir de 2020, ocupa el puesto de Jefe de Proyectos Especiales en dicha Fundación, liderando Abstract Wikipedia y Wikifunctions.
- Google: Ontólogo del equipo de desarrollo  del Google Knowledge Graph entre 2013 y 2020, y Wikipedista en residencia en Google durante 2019-2020 para estrechar lazos con la comunidad Wikimedia.
- Wikipedia en croata: Cofundador de la versión en idioma croata de Wikipedia, iniciada en los primeros años 2000, de la cual también ha sido administrador.
- Wikimanía 2008: Responsable del programa científico de Wikimanía 2008.
- King’s College London: Profesor visitante en el Departamento de Informática del King’s College de Londres, cargo académico que ejerce desde 2023 en paralelo a sus funciones en Wikimedia.[19]